# 11. Deutscher Bundestag
Der 11. Deutsche Bundestag bestand vom 18. Februar 1987 bis zum 20. Dezember 1990. In seine Legislaturperiode fiel die Deutsche Wiedervereinigung.
Nach der Bundestagswahl 1987 vom 25. Januar konstituierte sich der 11. Bundestag am 18. Februar 1987 in Bonn unter Alterspräsident Bundeskanzler a. D. Willy Brandt. In der zweiten Sitzung am 11. März 1987 wählte der 11. Bundestag Helmut Kohl im ersten Wahlgang erneut zum Bundeskanzler. Im Bundestag vertreten waren die Parteien CDU/CSU, SPD, FDP, Die Grünen sowie, ab 1990, die PDS.
In das letzte Jahr der 11. Legislaturperiode fiel die deutsche Wiedervereinigung. Die 22 Berliner Bundestagsabgeordneten bekamen bereits am 8. Juni 1990 das volle Stimmrecht. Die 227. Sitzung in Bonn am 21. September 1990 war die letzte der „alten Bundesrepublik“. Am 3. Oktober 1990 wurde in der Berliner Philharmonie ein Staatsakt gefeiert, dabei symbolisch 144 Abgeordnete aus der im März 1990 erstmals frei gewählten Volkskammer in den Bundestag übernommen. Die zugehörige 228. Sitzung folgte am 4. Oktober 1990 im Berliner Reichstagsgebäude, Ehrengast war Josef Felder, der 1932 Reichstagsabgeordneter wurde.
Insgesamt tagte der 11. Deutsche Bundestag in 236 Sitzungen, wobei die letzte Sitzung am 22. November 1990 stattfand. Die Abgeordneten übten das Mandat bis nach der ersten gesamtdeutschen Bundestagswahl am 2. Dezember 1990 und der Konstituierung des 12. Deutschen Bundestages am 20. Dezember 1990 aus.

## Mitglieder des Bundestages
Der 11. Bundestag hatte zu Beginn der Legislaturperiode insgesamt 497 Abgeordnete (+22 Berliner Bundestagsabgeordnete), am Ende dieser 663 Abgeordnete. Den höchsten Sitzanteil hatte die CDU/CSU mit 223 (+11) Sitzen (Ende: 305), worauf die SPD mit 186 (+7) Sitzen (Ende: 226) folgte. Zudem waren im 11. Bundestag noch die FDP (46+2 Sitze, am Ende: 48 Sitze), PDS (ab 1990: 24 Sitze) und Die Grünen (ab 1990: Bündnis 90/Die Grünen; 42+2 Sitze, am Ende: 48 Sitze) vertreten. Durch Austritte von Abgeordneten gab es zeitweise insgesamt 3 fraktionslose Abgeordnete.
Die starke Veränderung der Mitgliederzahl kam durch den Einzug von 144 Parlamentariern aus der Volkskammer der ehemaligen DDR am 3. Oktober 1990 zustande.

## Präsidium des Bundestages
Philipp Jenninger wurde in der ersten Sitzung mit 393 Stimmen Ja-Stimmen, 89 Nein-Stimmen und 29 Enthaltungen erneut zum Bundestagspräsident gewählt. Drei Stimmen waren ungültig. Nach Jenningers Rede am 10. November 1988 im Deutschen Bundestag trat er von seinem Amt als Bundestagspräsident zurück. Am 25. November 1988 wurde Rita Süssmuth als seine Nachfolgerin gewählt.

## Arbeit
Insgesamt kam es in der 11. Legislaturperiode zu einer Bilanz von 8.546 Bundestagsdrucksachen.

### Gesetze
Insgesamt kam es zur Einbringung von 595 Gesetzesinitiativen in den Bundestag, wovon sich 321 auf Regierungsvorlagen, 47 auf Initiativen des Bundesrates und 227 auf Initiativen des Bundestages verteilen. 565 Gesetze wurden in 1. Beratung behandelt und insgesamt 369 vom Bundestag verabschiedet.

### Ausschüsse
Der 11. Bundestag hatte 21 ständige Ausschüsse.

## Parlamentarische Kontrolle

### Anfragen, Aktuelle Stunden und Befragungen
Insgesamt kam es während des 11. Bundestag zu 145 großen Anfragen und 1.411 kleinen Anfragen. Zudem gab es 126 aktuelle Stunden, 10 Fragestunden und 32 Befragungen der Bundesregierung.

### Untersuchungsausschüsse
Während der Legislaturperiode des 11. Bundestages kam es zu zwei Untersuchungsausschüssen.

#### 1. Untersuchungsausschuss
Am 2. April 1987 wurde der 1. Untersuchungsausschuss („U-Boote-(Pläne)-Affäre“) eingesetzt. Zwischen dem 20. Mai 1987 und dem 23. Oktober 1990 fanden 164 Sitzungen statt.

#### 2. Untersuchungsausschuss
Am 21. Januar 1988 wurde der 2. Untersuchungsausschuss eingesetzt, der auch als „Transnuklear/Atomskandal-Untersuchungsausschuss“ bezeichnet wird. Zwischen dem 22. Januar 1988 und dem 12. September 1990 fanden 116 Sitzungen statt.

## Tagungsorte
Alle Sitzungen des Bundestags bis auf eine fanden in Bonn im Ersatzplenarsaal Altes Wasserwerk statt, das als Ausweichquartier bis zur Fertigstellung eines neuen Plenarsaals des Bundeshauses (1992) diente. Zu seiner 228. Sitzung, der ersten nach Vollzug der Deutschen Einheit, kam der Bundestag am 4. Oktober 1990 erstmals in seiner Geschichte im Berliner Reichstagsgebäude zusammen.

## Sondersitzungen
Während der 11. Wahlperiode kam es zu fünf Sondersitzungen, dabei handelte es sich um die 22. Sitzung am 2. September 1987, die 219. Sitzung am 8. August 1990, die 220. Sitzung am 9. August 1990, die 221. Sitzung am 23. August 1990 und die 235. Sitzung am 15. November 1990.
Die 174. Sitzung am Donnerstag, den 9. November 1989, wurde nach der Abstimmung über den Änderungsantrag der Fraktion der SPD auf Drucksache 11/5593 zur zweiten Beratung des Entwurfs eines Vereinsförderungsgesetzes um 20.46 wieder eröffnet mit einer Erklärung der Bundesregierung durch Bundeskanzleramtsminister Rudolf Seiters zur kurz zuvor erfolgten vorläufigen Freigabe von Besuchsreisen und Ausreisen aus der DDR, dem Mauerfall.